# Guihaia argyrata
Guihaia argyrata är en enhjärtbladig växtart som först beskrevs av Shu Kang Lee och F.N.Wei, och fick sitt nu gällande namn av S.K.Lee, F.N.Wei och John Dransfield. Guihaia argyrata ingår i släktet Guihaia och familjen Arecaceae. Inga underarter finns listade i Catalogue of Life.